# S-trein Luik

De S-trein Luik is een voorstadsnet in en rond de Belgische stad Luik. Het werd opgericht op 3 september 2018 toen vroegere L-treinen hernoemd werden naar S-treinen en lijnnummers kregen.

## Geschiedenis
Als voorbereiding voor de lancering van het netwerk werd op 10 juni 2018 het personenverkeer op spoorlijn 125A tussen Luik en Flémalle-Haute hervat. In twee stations, Ougrée en Seraing, stopten dan ook weer passagierstreinen. Bij de lancering van het netwerk, op 3 september 2018, werd eveneens station Chaudfontaine heropend. Ten slotte werden de stations Luik-Paleis en Luik-Jonfosse hernoemd naar respectievelijk Luik-Sint-Lambertus en Luik-Carré. 

## Netwerk
Het S-netwerk van Luik bestaat anno 2024 uit vier lijnen:
| Serie      | Treinsoort          | Route                                                                                          | Bijzonderheden                                                                        |
| ---------- | ------------------- | ---------------------------------------------------------------------------------------------- | ------------------------------------------------------------------------------------- |
| S 41 RE 29 | S-trein Luik (NMBS) | Luik-Sint-Lambertus – Luik-Guillemins – Angleur – Verviers-Centraal – Welkenraedt – Aachen Hbf | euregioAIXpress In België als S                                                       |
| S 42       | S-trein Luik (NMBS) | Liers – Luik-Guillemins – Flémalle-Haute                                                       |                                                                                       |
| S 43 16900 | S-trein Luik (NMBS) | Maastricht – Eijsden – Wezet – Luik-Guillemins                                                 | Is een verlenging van de Drielandentrein van Arriva. In België is NMBS de vervoerder. |
| S 44       | S-trein Luik (NMBS) | Landen – Borgworm – Momalle – Luik-Guillemins – Wezet                                          | Rijdt in het weekend Landen - Luik-Guillemins.                                        |

### S41
Sinds december 2023 is de S41 verlengd tot de grensoverschrijdende verbinding Luik - Aken, een verbinding die aan Duitse kant tot 2024 RE29 heette. Daar reden in het begin 3 homogene stammen van 4 I11-rijtuigen met een HLE 18-locomotief, vanaf april 2024 is telkens een I11 vervangen door een I10 BV, met fietsplaatsen.

### S43
De S43 reed vanaf de start verder tot Maastricht, met op Nederlands grondgebied de NS als officiële vervoerder en uitgevoerd met NMBS-materieel (MS80).
Vanaf 30 juni 2024 wordt de S43 tussen Maastricht en Luik gereden als verlenging van de Drielandentrein van Arriva, waarvan op Belgisch grondgebied de NMBS de vervoerder is en ook het personeel levert.

## Rollend materieel
Op alle lijnen wordt gereden met MS80-treinstellen. Soms worden ook klassieke motorstellen gebruikt. Tijdens sommige P-treinritten die dienen als versterking van de lijnen S43 en S44, rijden eveneens MS08-treinstellen of klassieke motorstellen. Enkel op de S41 rijden standaard een HLE18-locomotief met I11-rijtuigen. Ter vervanging worden soms motorstellen van de reeks MS66 ingezet op deze lijn. Sinds 30 juni 2024 rijden er Arriva FLIRT-treinstellen op de lijn S43, als verlenging van de Drielandentrein.